# تيد لافي
تيد مونديسير لافي ميناندي (19 مارس 1986

 في مونبيلييه) (بالفرنسية: Ted Mondésir Lavie Mienandy)‏ لاعب كرة قدم فرنسي يلعب حاليا في نادي الدرجة الأولى بوردو الفرنسي منذ 2000 في خط الوسط .
لعب لافي في أندية بريتيني سور أورغ (1999-2000) غويونيون بالإعارة (2006-2007) أنغرز بالإعارة (2008-2009) .

## روابط خارجية
- تيد لافي على موقع قاعدة بيانات كرة القدم.إي يو (الإنجليزية)
- تيد لافي على موقع ليكيب (الفرنسية)
- تيد لافي على موقع Soccerway.com (الإنجليزية)
- تيد لافي على موقع كووورة